# Aurobindo Ghose
Pour les articles homonymes, voir Ghose.
Aurobindo Ghose, dit Sri Aurobindo, né le 15 août 1872 à Calcutta (Raj britannique) et mort le 5 décembre 1950 à Pondichéry (Inde française), est un philosophe, poète et écrivain spiritualiste qui a développé une approche nouvelle du yoga. Il fut également un des leaders du mouvement pour l'indépendance de l'Inde.

## Biographie
Après ses études en Angleterre (1879-1893) à Cambridge, il retourne en Inde, commence à étudier les grandes traditions de son pays avant de militer pour l'indépendance.
En 1907, il fit la rencontre du yogi Vishnu Bhâskar Lélé, venu de Gwalior pour examiner avec lui son intention de yoga activiste. Il organisera avec lui des rencontres spirituelles dans l’Inde occidentale.
En 1909, il sort de la prison où il a passé un an pour ses activités indépendantistes. Il était soupçonné d'avoir participé de près ou de loin à des attentats : il reconnaîtra d'ailleurs ultérieurement que sa philosophie spirituelle ne conduit pas à militer pour la non-violence comme celle de Gandhi. Pendant cette année de prison, il dit avoir vécu une série d'expériences spirituelles qui l'auraient conduit à expérimenter des états de conscience au-delà du Nirvana.
Dans son livre Jours de prison, Sri Aurobindo explique que rien ne prouve qu'il ait été impliqué dans un attentat. Il ne connaissait même pas la plupart des accusés qu’il rencontra en prison pour la première fois. Trente ans plus tard, aux questions que lui posaient quelques disciples, il répondit : « Je n’étais ni le fondateur, ni le chef du mouvement révolutionnaire… Mon idée était une révolte armée dans l’Inde entière. Ce qu’ils faisaient à cette époque, comme de s’attaquer aux magistrats, etc., était tout à fait puéril. Quand ils se livrèrent par la suite à des actes de terrorisme et au brigandage, cela ne correspondait ni à mes idées ni à mes intentions… »
C’est en 1909-10, après son « acquittement », que Sri Aurobindo écrivit pour le journal bengali Suprabhat, sous le titre Kârâkâhinî, une série de sept articles qui relatent certains épisodes de son séjour en prison. Son départ pour Chandernagor ne lui permit pas d’en achever la rédaction.
Pour échapper aux Anglais, le 4 avril 1910, il finit par s'établir à Pondichéry, ville sous autorité française. Affirmant alors qu'il y a une lutte pour l'avenir de l'humanité au-delà de la lutte légitime pour l'indépendance de l'Inde, il se consacre à ses recherches spirituelles et à la composition de ses œuvres. De plus en plus de disciples commencent à venir pour vivre auprès de lui et de sa collaboratrice française, Mirra Alfassa, que lui et ses disciples nomment « Mère ». Cette dernière prendra la direction matérielle de l'âshram fondé officiellement dans les années 1920.
Il considère que le sens de son âshram est d'être un « laboratoire évolutif ». Jusqu'en 1926, il développe sa doctrine : selon lui, l'homme n'est aujourd'hui qu'à un niveau imparfait de son évolution ; il faut pour lui reconnaître que « l'homme est un être de transition ». Quand Charles Darwin avoue « comme confesser un meurtre » avant sa publication de l'Origine des espèces, cela concerne le fait de reconnaître que l'humanité appartient à la même famille que les singes. Pour Sri Aurobindo, admettre l'évolution des espèces va plus loin encore. L'admettre revient à nous faire considérer la possibilité que l'être humain soit un chaînon vers une nouvelle espèce. Cette nouvelle espèce dont l'homme serait une transition ne serait pas forcément dotée d'une conscience compréhensible pour la conscience mentale humaine. Cette conscience nouvelle dont serait dotée cette nouvelle espèce pourrait être incompréhensible pour l'homme comme la conscience humaine mentale l'est pour les autres animaux. Cependant Sri Aurobindo envisage une différence évolutive importante avec les évolutions d'espèces précédentes : nous pouvons a priori la concevoir et surtout nous pourrions peut-être y collaborer consciemment.

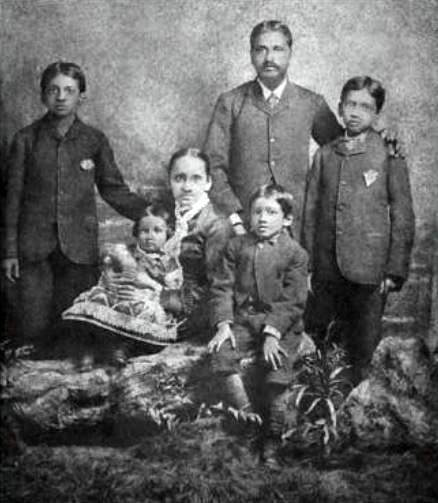
Sri Aurobindo et sa famille en Angleterre vers 1879 (assis au centre à côté de sa mère).

Le chemin conscient de notre évolution est d'après lui à chercher dans le développement de nos capacités spirituelles. Un développement plus radical des capacités spirituelles déjà explorées par l'humanité aboutirait selon lui un jour à l'éveil d'une dimension encore tout à fait inconsciente. La manifestation d'une telle dimension de conscience marquerait le saut évolutif propre à la manifestation d'une nouvelle espèce.
En 1926, Sri Aurobindo entre dans une retraite pour se consacrer exclusivement à la manifestation terrestre du supramental. Il ne sort de sa retraite que rarement : soit pour retrouver des fidèles réunis, soit pour intervenir dans la vie politique indienne. Le reste du temps, il communique par écrit avec ses disciples.
Il a écrit beaucoup de livres sur les écritures sacrées indiennes qui seront pour beaucoup d'Occidentaux à la suite de ceux de Vivekananda une véritable porte d'entrée vers l'hindouisme et sa philosophie. Il meurt dans son âshram en 1950.

## Bref aperçu de la pensée évolutionniste de Sri Aurobindo
La conception de l'évolution que propose Sri Aurobindo n'est donc pas seulement matérialiste comme celle de la plupart des héritiers de Charles Darwin. Aurobindo ne nie pas l'approche matérialiste mais il signifie sa limite :
« Tout le monde sait maintenant que la Science n'est pas un énoncé de la vérité des choses mais seulement un langage pour exprimer une certaine expérience des objets, leur structure, leur mathématique, une impression coordonnée et utilisable de leurs processus — rien de plus. La matière elle-même est quelque chose (peut-être une formation d'énergie ?) dont nous connaissons superficiellement la structure telle qu'elle apparaît à notre mental et à nos sens et à certains instruments d'examen (dont on soupçonne maintenant qu'ils déterminent largement leurs propres résultats, la Nature adaptant ses réponses à l'instrument utilisé), mais nul savant n'en sait davantage ou ne peut en savoir davantage ».
À partir de ce constat, Sri Aurobindo affirme que la science n'interdit pas un point de vue spiritualiste sur l'évolution. Pour lui, l'inconscient n'est pas seulement de nature subconsciente comme l'affirment les Freudiens (mais pas les Jungiens) et tous les psychologues matérialistes, mais l'inconscient a aussi une nature spirituelle où la conscience est élargie, se dépassant elle-même en supra-conscience.
Certes on peut considérer à un certain niveau que le subconscient est comme un ensemble de pulsions qualitatives traduisant un jeu de forces matérielles que la Science estime quantitatives et qui seules assureraient l'évolution[réf. nécessaire]. Mais pour Sri Aurobindo découvrir que l'inconscient est aussi de nature supraconsciente apporte un éclairage supraconscient jusqu'au fond du subconscient qui montre que le regard scientifique passe forcément à côté de la conscience cachée au cœur de la matière.
Sri Aurobindo caractérise la conscience humaine comme une conscience mentale :
« Dans la terminologie de notre yoga, le substantif « mental » et l'adjectif « mental » sont utilisés pour désigner spécialement la partie de la nature qui a rapport avec la cognition et l'intelligence, avec les idées, les perceptions de l'esprit ou la pensée, les réactions provoquées par les objets sur la pensée, les formations et les mouvements vraiment mentaux, la vision et la volonté mentales, etc. ». La conscience mentale humaine englobe selon lui une conscience vitale héritée des animaux et une conscience physique héritées des premières formes de vie.
Au-delà des plus hautes cimes supraconscientes de la conscience mentale, Aurobindo affirme qu'il nous est possible d'expérimenter un « supramental », qui est une connaissance directe de la vérité aujourd'hui connaissable indirectement et partiellement par notre intelligence mentale :
« Par supramental, j'entends la Conscience de vérité… par laquelle le Divin connaît non seulement sa propre essence et son être propre, mais aussi sa manifestation »
mais ailleurs il précise :
« une description mentale de la nature supramentale ne pourrait que s'exprimer soit en termes trop abstraits, soit en images mentales qui pourraient la transformer en tout autre chose que sa réalité ».
Le yoga intégral élaboré par Aurobindo voudrait permettre la progression spirituelle individuelle et collective vers ce nouvel état.
L'innovation de Sri Aurobindo dans le domaine spirituel tient surtout au fait que pratiquer son yoga intégral permet non seulement d'aller vers le Divin, mais aussi d'accueillir en soi l'énergie divine, dans le but de manifester pleinement la conscience divine dans la matière : le mysticisme de Sri Aurobindo est actif, car il cherche à modifier dès à présent notre monde sur le plan matériel de son évolution. Il prône une certaine ascèse, mais à l'encontre d'un rejet du corps matériel, il cherche à nous faire prendre conscience d' « une même loi supérieure [qui] gouverne la matière et l'esprit ».

## Œuvres

### Le Vedānta intégral

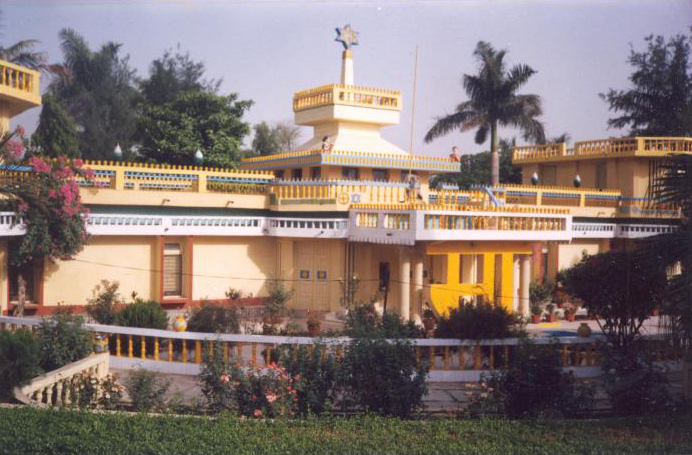
L'ashram Ma Mandir Sri Aurobindo à Rewa dans le Madhya Pradesh.

Selon Sri Aurobindo, la philosophie spirituelle est une des quatre voies de l'évolution comme l'occultisme, la pratique des yogas (l'expérience spirituelle) et la religion. En tant que telle, elle ne consacre qu'une ouverture du mental à toutes les possibilités y compris celles qui le dépassent.
La Vie divine est certainement son ouvrage le plus philosophique. Sri Aurobindo l'a ré élaboré au fil de sa vie et sa lecture fut toujours vivement recommandée à ceux qui se voulaient ses disciples. Il commence par y exposer ce qui lui semble deux dénis complémentaires. Ces deux dénis ne sont pas seulement deux erreurs. Ce sont aussi deux demi-vérités puisque toute erreur puissante recèle un aspect de vérité qui cherche à s'imposer. D'une part il y a le déni matérialiste qui nie l'importance de la conscience et ne considère l'évolution que comme une évolution matérielle. D'autre part il y a un déni spiritualiste de la valeur de la vie présente en considérant qu'elle n'est qu'une manifestation ou une évolution illusoire. Cette approche spiritualiste implique que la matière ne soit qu'une illusion grossière, une force d'inertie à toute libération spirituelle : Sri Aurobindo s'oppose donc à l'interprétation dominante de la pensée védantique en Inde.
Sri Aurobindo ne nie pas cependant la valeur des expériences spirituelles même si elles véhiculent cette interprétation totalement étrangère à la part de vérité inhérente au matérialisme : il estime cependant que les expériences spirituelles dont il est question doivent être réexaminées, approfondies et dépassées pour devenir une authentique connaissance psychologique au service de l'évolution métaphysique de la Nature. Cette psychologie spirituelle au service de l'évolution métaphysique de la Nature vise ultimement à dépasser la conscience mentale humaine non pas en la niant mais en la transcendant. Cette conscience mentale à travers la lecture de La Vie divine est appelée à comprendre le sens de l'évolution qui pour Sri Aurobindo est d'abord une évolution divine : « Le but du yoga est de pénétrer dans la présence et la conscience divine, et d'être possédé par elle […] Le divin seul est notre but », précise-t-il dans ses Lettres sur le yoga. La Vie Divine prend donc le point de vue de l'évolution du divin lui-même : en terme plus proche de la terminologie de la pensée védantique, l'évolution du divin lui-même est appelée manifestation divine. L'enjeu de l'évolution ou de la manifestation divine est d'abord de manifester « la félicité d'être » divine elle-même au niveau humain mental qui ressent souffrances, douleurs et vit le drame de la mort. D'après Sri Aurobindo cette Vie Divine, de plus en plus clairement, se manifesterait au niveau de la conscience humaine comme l'émergence d'une harmonie entre individu et collectif capable de refléter la venue d'une nouvelle réalité métaphysique divine au-delà de la conscience mentale :
« Ce n'est que lorsque le voile est déchiré et le mental divisé dominé, silencieux et passif sous l'action supramentale, que le mental lui-même retourne à la Vérité des choses. Là nous trouvons une mentalité réflectrice, lumineuse, qui obéit et sert d'instrument à l'Idée-réelle divine. Là nous percevons ce qu'est réellement le monde ; nous savons de toutes les manières que nous-mêmes sommes en autrui, qu'autrui est nous-mêmes et que nous sommes tous l'Un universel qui s'est multiplié. Nous perdons la position individuelle rigoureusement séparée qui est la source de toute limitation et de toute erreur ».
Plus ambitieusement encore, le divin veut d'après Sri Aurobindo que la venue de cette nouvelle réalité métaphysique au-delà du sommet de la conscience mentale révèle dans la matérialité humaine sa félicité, sa perfection, sa puissance, son immortalité, etc. Cette révélation s'accomplirait à travers la supramentalisation de nos corps humains comme auparavant dans l'évolution la matière avait été dynamisée, vivifiée et mentalisée.
Selon Sri Aurobindo, cette réalité métaphysique supramentale non encore manifestée sur le plan terrestre a déjà été aperçue par les Rishis védiques. Et son védanta intégral vient achever le chemin, qui avait été frayé par les Rishis, puis laissé en friche pour développer la conscience mentale. Il constate que l'évolution terrestre et humaine s'est centrée sur l'évolution de la conscience mentale :
« L'âge de la connaissance intuitive, représenté par l'ancienne pensée védântique des Upanishads a… dû faire place à l'âge de la connaissance rationnelle ; l'Écriture inspirée a cédé le pas à la philosophie métaphysique, comme ensuite la philosophie métaphysique a dû céder le pas à la science expérimentale… La raison humaine tient à avoir satisfaction par sa propre méthode ».
Le supramental n'est pas compréhensible du point de vue d'un horizon mental : d'après Sri Aurobindo, il se situe au-delà de toute compréhension intellectuelle même s'il peut se concevoir intellectuellement car :
« La vie échappe aux formules et aux systèmes que notre raison s'efforce de lui imposer ; elle s'avère trop complexe, trop pleine de potentialités infinies pour se laisser tyranniser par l'intellect arbitraire de l'homme… Toute la difficulté vient de ce qu'à la base de notre vie et de notre existence, il y a quelque chose que l'intellect ne pourra jamais soumettre à son contrôle : l'Absolu, l'infini ».
Selon Sri Aurobindo, il nous appartient donc de mieux comprendre les limites inhérentes à une conscience mentale pour envisager de plus près la possibilité d'une conscience supramentale. Outre son échec face à l'infini, la conscience mentale usuelle au mieux s'exerce dans des raisonnements conduits par des règles logiques diverses, des concepts de différentes natures : le mental peut ainsi opposer aisément à n'importe quel point de vue un autre point de vue en apparence contradictoire. Une conscience mentale ne peut donc qu'approximer la réalité en en donnant une suite de points de vue partiels.
Son poème Savitri propose un raccourci suggestif pour nous faire concevoir une conscience supramentale : « Un unique regard innombrable ».
Le surmental comme flux de visions intuitives reste pour Sri Aurobindo une connaissance prisonnière du pluriel, de regards divisés et donc partiels : par exemple, selon lui, les grandes religions furent fondées par des êtres humains capables d'un tel regard mais leur regard surmental a impliqué des différences d'accents spirituels.

### Le yoga intégral
Le yoga intégral de Sri Aurobindo est exposé essentiellement dans sa Synthèse des yogas, dans ses Lettres sur le yoga, dans Le Guide du yoga, dans les derniers chapitres de La Vie divine mais aussi et surtout dans son œuvre poétique Savitri.
« il y a en nous une double entité psychique, l'âme de désir superficielle [..] et une entité psychique subliminale, pure puissance de lumière, d'amour, de joie, essence d'être épurée qui est notre âme véritable derrière cette forme extérieure d'existence psychique que si souvent nous honorons de ce nom. C'est quand un reflet de cette entité psychique plus vaste et plus pure paraît à la surface que nous disons d'un homme qu'il a une âme […] ».
Ceci commence alors à faire surgir notre authentique individualité, notre véritable essence individuelle intégralement tournée vers le divin et la divinisation puisqu'elle en est la manifestation individualisée : Sri Aurobindo parle en ce sens précis de psychicisation.
La psychicisation de la conscience plus ou moins achevée aspire alors aussi à une véritable spiritualisation purifiant le mental et le vital jusqu'à ce qu'ils s'illuminent sur-mentalement. Cette illumination sur-mentale n'est plus religieusement axée dans le but de trouver un salut loin du subconscient terrestre comme par le passé. Cette spiritualisation surmentale a pour but de voir consciemment les phénomènes sub conscients corporels qui restent peu saisissables et maîtrisables pour une conscience mentale et vitale usuelle même psychicisée.

### Le poète
Sri Aurobindo conçoit la lecture de sa poésie et plus particulièrement la lecture sincère de son œuvre poétique majeure Savitri comme une façon d'exposer sa conscience usuelle à une pression supraconsciente même si elle n'est pas immédiatement perceptible.
Il affirme que le lecteur ne comprendra pas la portée de son épopée dès lors qu'il la lira à un niveau de conscience ordinaire, mais comme Mère l'indique dans un entretien, cette lecture suivie de relectures, par les effets mantriques, agira peu à peu sur sa conscience. Nous savons qu'une relecture d'un texte riche de sens apporte toujours une meilleure compréhension analytique de la signification de son propos et qu'elle peut contribuer à faire évoluer notre système d'interprétation spontanée du monde si on adhère aux propos ainsi compris. Nous savons aussi que des propos compris plus intensément passant l'épreuve du réel quotidien révèlent le sens d'autres propos d'un texte puissant compris initialement moins intensément. Si le texte lu est très riche de sens, une nouvelle vision mentale peut alors se constituer qui nous libère de la vision mentale précédente plus limitée. Mais ici il ne s'agit plus seulement d'une interprétation du monde qui libère notre vision mentale de son étroitesse, il est question de commencer à voir le mental depuis un horizon sur-mental, il est question de briser l'hégémonie de la vision mentale dans nos vies.
Lisant Savitri de manière sincère comme on écoute quelqu'un jusqu'au point de laisser ses paroles devenir ce qui explore notre propre conscience de façon plus vraie que nous-mêmes ne l'avions fait jusque-là, pouvons-nous au fil des relectures voir se développer une évolution consciente de la conscience transperçant notre forteresse mentale. Des choses qui se veulent aussi belles et bonnes à imaginer que possible peuvent-elles nous faire faire une expérience de conscience plus consciente et donc plus vraie ?

## Auroville dans le yoga intégral d'Aurobindo

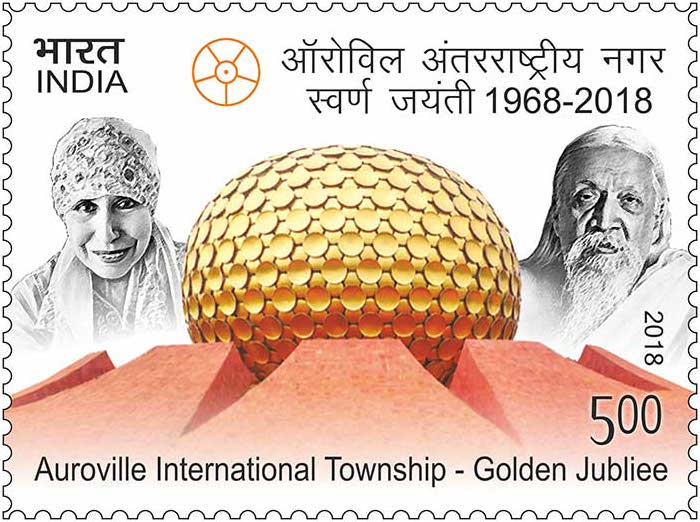
Timbre de la Poste indienne pour le cinquantenaire de la création d'Auroville.

Sri Aurobindo et Mirra Alfassa (« Mère ») sont les inspirateurs de la communauté internationale d'Auroville près de Pondichéry. Auroville cherche à devenir la cité idéale, où les résidents se préparent à l'émergence de l'homme nouveau, à la manifestation de la conscience supramentale.
Dans la pensée de Mère, Auroville offre une niche écologique humaine favorable à la démultiplication des êtres surmentaux et supramentaux.

## Appréciations
Jean Gebser a écrit à propos de Sri Aurobindo et son Ashram dans son livre Asien lächelt anders :
« Dans un formidable bond en avant, il a rattrapé, en quelques décennies, ces cinq cents ans que nous avons vécus depuis la Renaissance. »
« En ce qui concerne l'Inde, Pondichéry est, à ma connaissance et selon mon expérience, le seul endroit où les inondations réciproques par la technique mécanique rationnelle d'une part et par la technique de yoga psychique d'autre part commencent à se traduire par un enrichissement (on serait tenté de dire) rayonnant pour l'Asie et l'Europe ».
Dans une préface à une étude sur la psychologie intégrale, Ken Wilber notait :
« Le génie d'Aurobindo n'était pas simplement qu'il capturait la profondeur de l'héritage spirituel extraordinaire de l'Inde. Il fut le premier grand sage-philosophe à saisir profondément la nature et la signification de l'idée moderne d'évolution ».
Pierre Teilhard de Chardin a dit au journaliste et auteur Jacques Masui, après avoir lu les douze premiers chapitres de La vie divine :
« J’ai l’impression que c’est la même chose que moi, mais pour l’Asie ».

## Critiques
Le philosophe Thierry Paquot décrit Sri Aurobindo comme « un penseur indien pour occidentaux ».
Comme tout enseignement original, l'œuvre de Sri Aurobindo a été diversement appréciée par certains autres sages et enseignants spirituels. Swami Prajnanpad le maître d'Arnaud Desjardins affirme sévèrement :
« Sri Aurobindo était totalement à l'intérieur de son mental. Lire une page c'est lire les milliers de pages qu'il a écrites… c'est toujours pareil… Et l'erreur de Sri Aurobindo est là. Il voulait faire descendre le supramental… Oh ! C'est toujours mental. Ce n'est pas au-delà du mental. Aussi grand qu'il ait été, il est resté dans le domaine du mental. Il n'était pas libre du mental. Il n'était pas libéré. »
Alain Daniélou, un indianiste respecté vécut à Pondichéry et visita plusieurs fois l'ashram d'Aurobindo. Il écrit dans Le chemin du Labyrinthe, Robert Laffont, p. 224 :
« L'ashram d'Aurobindo a été l'une des principales entreprises utilisées pour déformer le message de l'Inde et pour exploiter la bonne volonté de beaucoup de gens sincères à la recherche d'une vérité « autre ». L'ashram était d'autant plus pernicieux qu'il a été créé par des gens remarquablement intelligents et probablement sincères avec ce fanatisme irresponsable qui caractérise beaucoup d'anarchistes et fait leur force. »
Ken Wilber dans son livre Integral Spirituality estime avoir dépassé la pensée intégrale de Sri Aurobindo qui, selon lui, n'a jamais vraiment produit une véritable spiritualité intersubjective.

## Sri Aurobindo dans la culture populaire
- À l'occasion du centième anniversaire de l'arrivée de Sri Aurobindo à Pondichéry, l'État indien a édité en 2010 un timbre poste commémoratif. C'est le deuxième timbre qui lui est consacré, le premier ayant été imprimé en 1972 à l'occasion du centième anniversaire de sa naissance[41].
- Dans l'album Les amis de Georges (1974), Georges Moustaki a adapté les aphorismes de Sri Aurobindo publiés dans un recueil posthume.

### Publications traduites en français
- Le Guide du yoga, éd. Albin Michel (2007)
- La Vie divine, (4 volumes), éd. Albin Michel (1973)
- Métaphysique et Psychologie, éd. Albin Michel (1988)
- La Pratique du yoga intégral, éd. Albin Michel (1987)
- De la Grèce à l'Inde, éd. Albin Michel (1976)
- Trois Upanishads (Ishâ, Kena, Mundaka), éd. Albin Michel (1972)
- La Bhagavad Gitâ, éd. Albin Michel (1970) (extraits à lire en ligne)
- L'Idéal de l'unité humaine, éd. Buchet/Chastel
- Lettres sur le yoga, 6 tomes, éd. Buchet/Chastel
- La Synthèse des Yoga - Tome 1 : Le Yoga des œuvres, éd. Buchet/Chastel
- La Synthèse des Yoga - Tome 2 : Le Yoga de la connaissance intégrale, le Yoga de l'amour divin, éd. Buchet/Chastel
- La Synthèse des Yoga - Tome 3 : Le Yoga de la perfection de Soi, éd. Buchet/Chastel
- Pensées et aphorismes, 2 tomes, éd. Buchet Chastel.
- Le Cycle humain éd. Buchet/Chastel
- La Manifestation supramentale sur la terre, éd. Buchet/Chastel
- L'Idéal de l'unité humaine, éd. Buchet/Chastel
- Savitri (poème mystique et épique en plusieurs chants)
- Conversations avec Pavitra
- Jours de prison, 1975, éditions Sri Aurobindo Ashram, Pondichéry.